# Cova del Gegant
La Cova del Gegant és una cova marina càrstica situada a la Punta de les Coves dins la serra de Colls-Miralpeix, al terme municipal de Sitges, de la comarca del Garraf (Barcelona), declarada bé cultural d'interès local.
Se situa entre la Cova del Musclo i la Cova Llarga. Dins la cova s'hi troba un jaciment arqueològic del Paleolític mitjà amb presència de restes humanes neandertals (Homo neanderthalensis), eines de sílex i restes de fauna plistocena.
L'entrada natural de la cova es troba inundada a causa dels canvis en els corrents marins al litoral del massís del Garraf, accentuats en els darrers anys per la construcció de ports esportius. Actualment, s'hi accedeix a través d’un avenc de 14 metres de profunditat per sobre de la galeria principal. Té 22 metres de longitud i 60 metres de recorregut, està diferenciada en dos espais principals; el primer és de grans dimensions, disposa d’un vestíbul d’entrada i de dues boques d’accés des del mar. El segon es troba a la part terminal del jaciment i en una cota més elevada, el que ha permès conservar millor el sediment. També hi ha dues galeries laterals disposades paral·lelament.

## Història
Des de l’any 1880 ja es tenia constància de la presència de coves a l’àrea costanera de Sitges. Tot i això, la primera intervenció que es coneix a la Cova del Gegant remunta a l’any 1953 i va ser realitzada per l’Associació Muntanyenca de Sitges (Amunt) juntament amb el mossèn i paleontòleg Santiago Casanova i Giner, vinculat al Museu Geològic del Seminari de Barcelona. Es van continuar realitzant intervencions a la cova a finals dels anys 50 per part de membres del Museu Víctor Balaguer de Vilanova i la Geltrú.
Posteriorment Ramon Viñas va intervenir a la cova l’any 1972, els treballs es van centrar en una de les galeries laterals i part de la central. Un any més tard, els treballs van continuar dirigits pel mateix Ramon Viñas i J.F. de Villalta juntament amb la secció d’Ecologia del Quaternari de l’Institut Jaume Almera de Barcelona.
Les excavacions no es van restablir fins a l’any 1985 amb una intervenció d’urgència sota la direcció de Josep Miret i Rafael Mora i amb la col·laboració de Jorge Martínez i Ignacio Muro. L’objectiu va ser evitar la pèrdua de material arqueològic degut a l’amenaça de ser destruït per l'erosió marina. Per això es va excavar en la galeria més propera al mar i en altres parts de les galeries laterals. El mateix equip, aquest cop dirigit per Rafael Mora i Jorge Martínez va realitzar una altra excavació, aquest cop programada, l’any 1989.
A partir de l'any 2007 i fins a l’actualitat, la cova del Gegant de Sitges està sent excavada pel Grup de Recerca del Quaternari de la Universitat de Barcelona dins el marc de diferents projectes de recerca sobre el Plistocè al massís del Garraf. Aquests projectes i les excavacions a la cavitat estan dirigits per Joan Daura i Montserrat Sanz amb la col·laboració de diferents investigadors.

## Troballes Neandertals

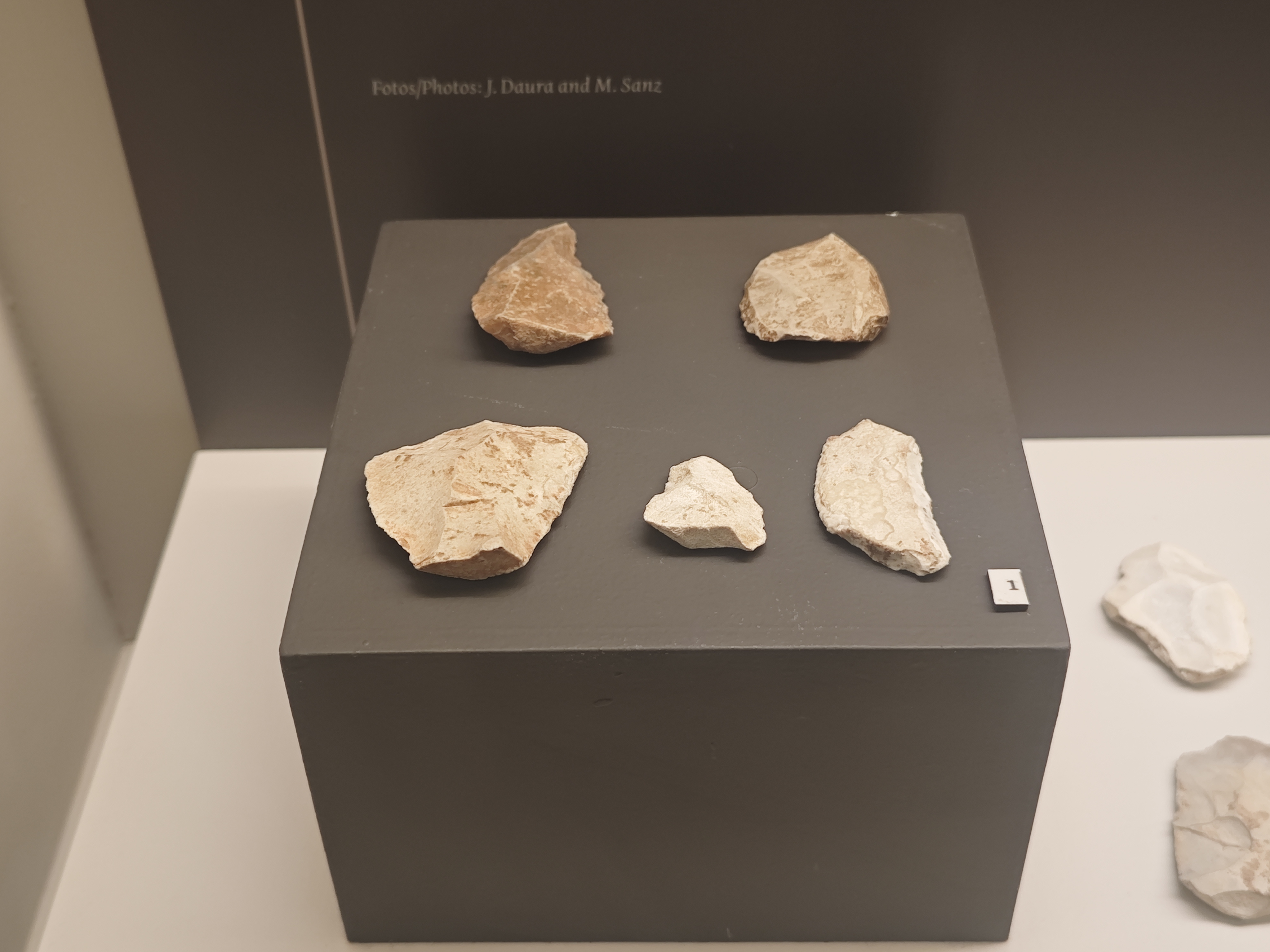
Rascadores de Sílex (Mosterià) trobades a la Cova del Gegant - MAC

Pel que fa a les restes trobades a la cova del Gegant, el més significatiu són les humanes, tot i que també s'han localitzat altres materials. La primera de les restes humanes procedeix de l'excavació de 1953, de la qual es van recuperar un conjunt de restes faunístiques i una mandíbula humana de neandertal (Gegant-1), tot i que no va ser estudiada fins a 2005 (Daura et al., 2005) en un estudi realitzat conjuntament per Joan Daura i Montserrat Sanz de la Universitat de Barcelona amb Eulàlia Subirà, de la Universitat Autònoma de Barcelona, Juan Luis Arsuaga, de la Universitat Complutense de Madrid i Rolf Quam, del Centro de Investigación sobre la Evolución y Comportamiento Humanos (UCM-ISCIII).
Aquesta mandíbula de neandertal està formada per tres fragments: un del costat esquerre, un del costat dret i part de la vora inferior del cos mandibular del costat dret, i entre tots tres constitueix la quasi totalitat del cos mandibular, no conserva cap dent però si els alvèols. La morfologia conservada de la peça confirma que els neandertals tenien un aparell mastegador molt més robust que el nostre. El fet que aparentment hi manca el mentó, propi de la nostra espècie, la posició endarrerida dels forats mentonians a través dels quals s'irriga la mandíbula, la robustesa i els caràcters mètrics situen aquest individu en els neandertals. No s'ha pogut precisar amb exactitud l'edat de mort d’aquest neandertal, tot i que se sap que es tractava d’un adult de més de quinze anys, ja que li havia sortit el queixal del seny en el moment de la seva mort. Per altra banda, els estudis antropològics no permeten determinar-ne el sexe, malgrat que apunti a un individu gràcil. L'edat absoluta de la mandíbula no s'ha pogut determinar pel mètode del Carboni 14, degut a la manca de matèria orgànica. Així la datació de la peça s'ha fet per U-Th i se situa en els 53.000 anys B.P. Aquesta mandíbula és una de les poques del Paleolític català restes de les quals s'ha pogut extreure ADN mitocondrial.

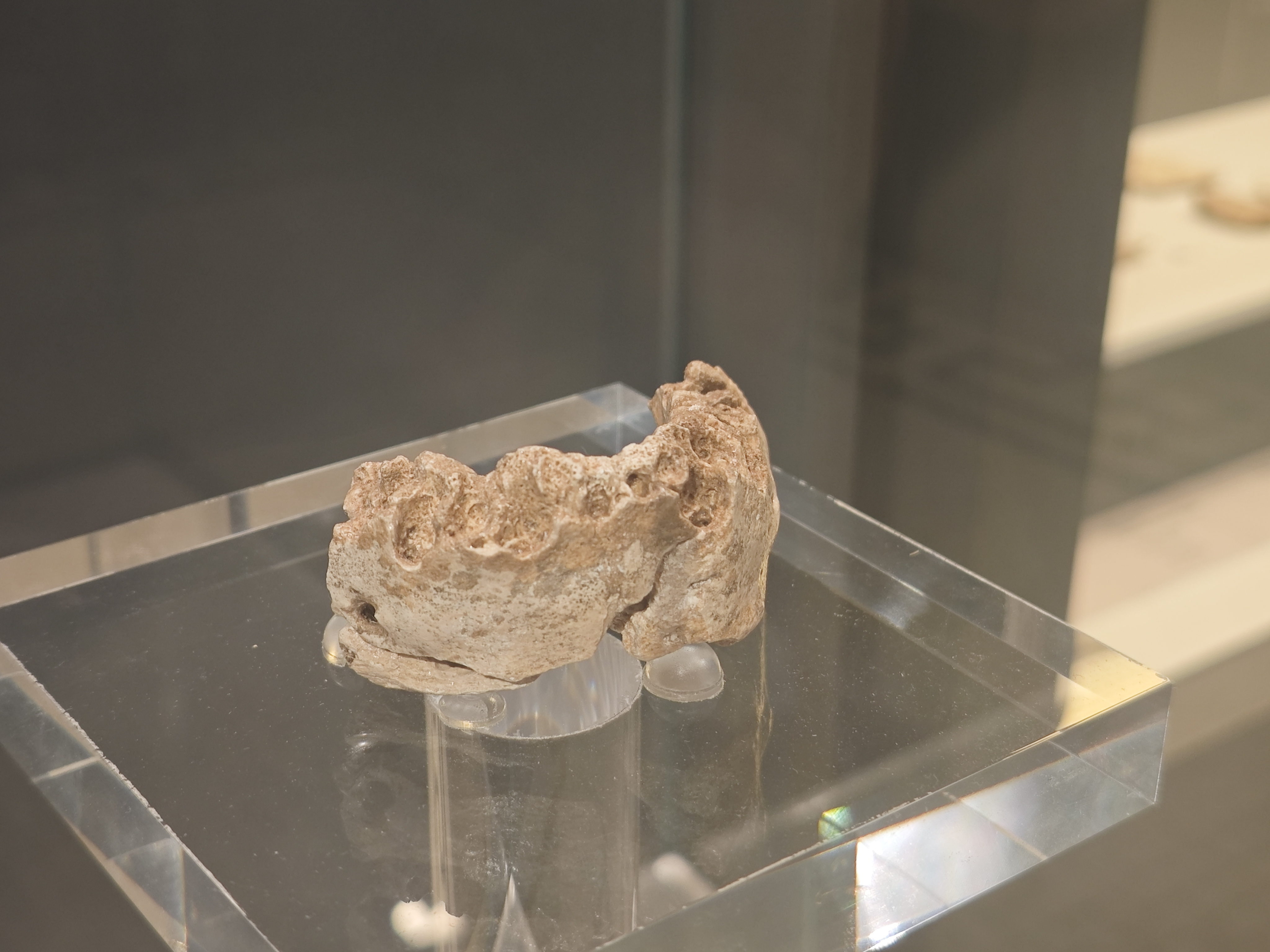
Mandíbula de la Cova del Gegant (Gegant-1) a Sitges, -53.200 anys. Mandíbula infantil (15 anys) de neandertal. - [https://mac.colleccions.cat/objecte/mac-bcn-049375/ MAC BCN-049375

De la cova del Gegant, coneixem una segona resta de neandertal, la qual procedeix de les excavacions de la dècada dels anys 70. Aquesta resta (Gegant-2) es va recuperar conjuntament amb restes de fauna quaternària i una trentena de peces d'indústria lítica en sílex del Paleolític mitjà. Aquesta resta, igual que l'anterior, no va ser identificada fins temps després, en aquest cas el 2011, i es correspon a un incisiu inferior lateral permanent d'un infant de 8 a 10 anys. Finalment, en les excavacions de la dècada dels vuitanta, juntament amb nombroses restes faunístiques i indústria lítica en sílex es va recuperar una tercera dent d’Homo neanderthalensis (Gegant-3) 
A principis del segle xxi, han estat identificats, tant en talls estratigràfics com en la zona d'excavació de la galeria principal, restes de fauna i indústria lítica in situ. Els treballs sobre la part final de la galeria principal han aportat materials i ha estat possible establir diferents horitzons cronològics: un primer moment està format per nivells plistocens amb restes de fauna, indústria i copròlits, fet que evidencia la presència de neandertals, seguit de nivells més recents. Pel que fa a les restes humanes, la darrera troballa ha estat el 2015, en el nivell V de la cova, amb les restes fòssils d'un nen neandertal, concretament s'ha trobat part de la mandíbula (Gegant-5), d’un individu entre 4 - 5 anys i de l'húmer (Gegant-4) d'un individu que va morir quan tenia entre 5 - 7 anys, la proximitat de les troballes i la coincidència d’edats fan pensar que es podria tractar del mateix individu.

## Contextualització mediambiental de la Cova del Gegant
Els estudis i reconstruccions paleoambientals han determinat que, durant l’època amb presència neandertal, el nivell del mar se situaria en 25 - 75 metres més baix que actualment, per tant la costa es trobaria entre 4 - 12 km més lluny. Així com les temperatures serien més baixes i la pluviositat més elevada. Cal destacar que enfront de la cova es trobaria una plana costanera amb un ric ecosistema.
Degut a la presència de restes de carnívors com les hienes es plantegen les hipòtesis que l'estada neandertal no fos continua, si no que s'alternaria entre presència humana i presència animal. Aquests pobladors aprofitarien la cacera dels animals de la plana més que els del mateix massís. L'estudi de les restes de grans vertebrats de la Galeria Lateral més propera al mar ha posat en evidència una gran varietat de taxonsPer altra banda, la troballa de restes de linx ibèric (Lynx pardinus) al jaciment evidencien que la cova del Gegant també va ser utilitzada com a cau per aquest carnívor. Per altra banda l'estudi de les restes arqueològiques de la Galeria Lateral 1, es especial les restes d'indústria lítica i fauna, apunten que els neanderals de la cova del Gegant tenien una gran mobilitat pel territori i que viven en diferents tipus de medi, a més sembla que es deplaçaven amb peces de tipus ergonòmic.

## Cronologia del jaciment
La Cova del Gegant ha estat objecte de diferents treballs científics que han establert la cronologia en que la cova va ser utilitzada pels grups humans. En un primer estudi del 2010 es va poder determinar que l'edat de la mandíbula coneguda com a Gegant-1 presenta una edat aproximada de 53.000 anys d'antiguitat mitjançant la tècnica de l'Urani-Tori. Aquesta tècninca va ser aplicada també a una colada estalagmítica que segellava la galeria i es va aplicar també la datació per luminiscència. Posteriorment, l'any 2011 i després d'un treball exhaustiu de reconstrucció estratigràfica es va poder ubica aquesta resta humana i també la dent incisiva Gegant-2. Un nou treball l'any 2021, aquesta vegada centrat en la part final de la cova, va poder ampliar l'època en què van viure els neandertals, en aquest cas la cronologia en la part final de la cova va entre els 59.000 i 94.000 anys. A més, s'ha pogut derterminar que les restes humanes van ser acumulades en dos diferents i en espai diferents, entre els 72.000 i 67.000 anys es van dipositar les restes d’un nen al fons de la cova, i posteriorment, fa entre 60.000 i 52.000 anys, es van dipositar les restes de dos individus més a la galeria més pròxima al mar. Els darrers treballs han pogut precisar que la Cova del Gegant va ser utilitzada també pels humans moderns entre fa 43.000 i 39.000 anys, en un moment que es coneix com a châtelperronià o aurinyacià, i després entre els 34.000 anys i 32.000, durant final de l’aurinyacià fins al gravetià

## Toballes de l'Edat del Bronze, Edat del Ferro, Època Romana i Moderna
La Cova del Gegant presenta també un important nivell arqueològic de l'edat del Bronze identificat com a nivell XXV i que data de fa aproximada 3.500 anys abans del present. S'han fet nombrosos estudis de les restes arqueològiques i de les restes antropològiques, així com anàlisis genètiques. i de la dieta.
Posteriorment a l'edat del Bronze, la cova del Gegant va ser utilitzada de manera intermitent en els darrers dos mil·lennis